# チャーチ・ロッサーの定理
チャーチ・ロッサーの定理（チャーチ・ロッサーのていり、英: Church–Rosser theorem）とは、同じラムダ式から始まる二個の異なる簡約がある場合、それぞれの簡約から一連の簡約を行うことで到達可能な式があることを述べる定理である。詳しくは合流性を参照。
| サブスタブ | この項目は、まだ閲覧者の調べものの参照としては役立たない、書きかけの項目です。この項目を加筆・訂正などしてくださる協力者を求めています。このテンプレートは分野別のサブスタブテンプレートやスタブテンプレート（Wikipedia:分野別のスタブテンプレート参照）に変更することが望まれています。 |